# Id
id — UNIX-утилита, выводящая информацию об указанном пользователе USERNAME или текущем пользователе, который запустил данную команду и не указал явного имя пользователя. По умолчанию выводятся подлинные числовые идентификаторы пользователя (UID) и группы (GID), действующие (именные) идентификаторы пользователей и групп, а также идентификаторы других групп, в которых состоит пользователь.

## Использование
- id [OPTION] … [Username]

## Параметры запуска
-awe
игнорируется (оставлена для совместимости с предыдущими версиями)
-g, --group
выводит только подлинный числовой идентификатор группы
-G, --groups
выводит все подлинные числовые идентификаторы групп, в которых состоит пользователь
-n, --name
выводит действующие имена пользователей или групп. Используется совместно с опциями -ugG
-r, --real
выводит подлинные числовые идентификаторы пользователей или групп. Используется совместно с опциями -ugG
-u, --user
выводит только подлинный числовой идентификатор пользователя
--help
выводит помощь по этой команде и завершает работу
--version
выводит информацию о версии команды и завершает работу

## Примеры
```
$ id
uid=500(zenitsy56) gid=500(zenitsy56) группы=500(username),22(cdrom),80(cdwriter),81(audio)
```